# Св. св. Константин и Елена (Костур)
Вижте пояснителната страница за други значения на Св. св. Константин и Елена.
„Св. св. Константин и Елена“ (на гръцки: Αγ. Κωνσταντίνου & Ελένης) е православна църква в град Костур (Кастория), Егейска Македония, Гърция, енорийска църква на Костурската епархия.
Църквата е построена в новия бежански квартал на Костур Калитеа. Първоначално дървеният храм на нейно място е посветен на Свети Илия, покровителят на кожухарите. По-късно обаче е прекръстена на „Св. св. Константин и Елена“, тъй като в града няма храм, посветен на тези светци.
Основният камък на църквата е положен на 30 септември 1962 година от митрополит Доротей Мамелис (1958 – 1973) в присъствието на номарха Йоанис Мазаракис (1962 - 1967), кмета Михалис Папамадзарис (1951 - 1967) и командира на XV Колонийска дивизия. Открита е в средата на 60-те години.
В архитектурно отношение е кръстокуполна базилика, изградена от бетон и тухла, с екзонартекс, женска църква и две величествени четириетажни камбанарии.